# Mbanza-Ngungu (territorium)
Mbanza-Ngungu är ett territorium i Kongo-Kinshasa. Det ligger i provinsen Kongo-Central, i den västra delen av landet, 110 km söder om huvudstaden Kinshasa.